# Alex Landi
Alex Landi (New York, 28 settembre 1992) è un attore statunitense di origini italiane e coreane.
È meglio conosciuto per il ruolo del Dr. Nico Kim nella serie tv di ABC Grey's Anatomy.

## Biografia
Landi è nato a New York City. Sua madre, Nana Landi, è coreana ed è immigrata negli Stati Uniti all'età di 15 anni con la sua famiglia, stabilendosi nella Northern Valley, nel New Jersey. Landi ha descritto la sua origine etnica come "metà coreana, metà italiana". Ha frequentato la Northern Valley Regional High School a Demarest, nel New Jersey.

## Carriera
Il 6 settembre 2018, è stato annunciato che Landi è stato scelto per interpretare il dottor Nico Kim, il primo chirurgo maschio gay e il primo chirurgo maschio di origine asiatica, nella quindicesima stagione della serie tv Grey's Anatomy.  I molteplici primati storici del suo casting gli sono valsi il suo primo lungometraggio diffuso su Women's Wear Daily (WWD.com) nel settembre 2018, seguito da una copertina nel numero di febbraio 2019 della rivista Attitude, e un articolo nel numero di febbraio/marzo 2019 di Da Man, una rivista indonesiana di moda e lifestyle maschile.
Nel 2019, Landi ha avuto un ruolo ricorrente nella seconda stagione di Insatiable di Netflix. Nel 2021, ha iniziato a interpretare Bret Nam in Walker di The CW.
Nel 2021 è apparso nel video musicale del singolo "Kiss Me More" di Doja Cat e SZA.
Nel 2024 è apparso nella serie televisiva sudcoreana Mr. Plankton.

## Filmografia

### Cinema
- Broken Land, regia di Sheldon Chau (2018)

### Televisione
- Bull - serie TV, episodio 2x01 (2017)
- Prillen Short Shorts - serie TV (2017)
- Grey's Anatomy - serie TV (2018 - in corso)
- Insatiable - serie TV (2019)
- Walker - serie TV (2021-in corso)
- Mr. Plankton (Mr. 플랑크톤?) – serie TV (2024)

### Cortometraggi
- Lycanphobic, regia di Siena East (2018)

### Video musicali
- Kiss Me More di Doja Cat e SZA

## Doppiatori italiani
Nelle versioni in italiano delle sue opere, Alex Landi è stato doppiato da:
- Gabriele Vender in Grey's Anatomy
- Federico Viola in Walker